# Diospyros texana
Diospyros texana är en tvåhjärtbladig växtart som beskrevs av Scheele. Diospyros texana ingår i släktet Diospyros och familjen Ebenaceae. Inga underarter finns listade i Catalogue of Life.

## Bildgalleri

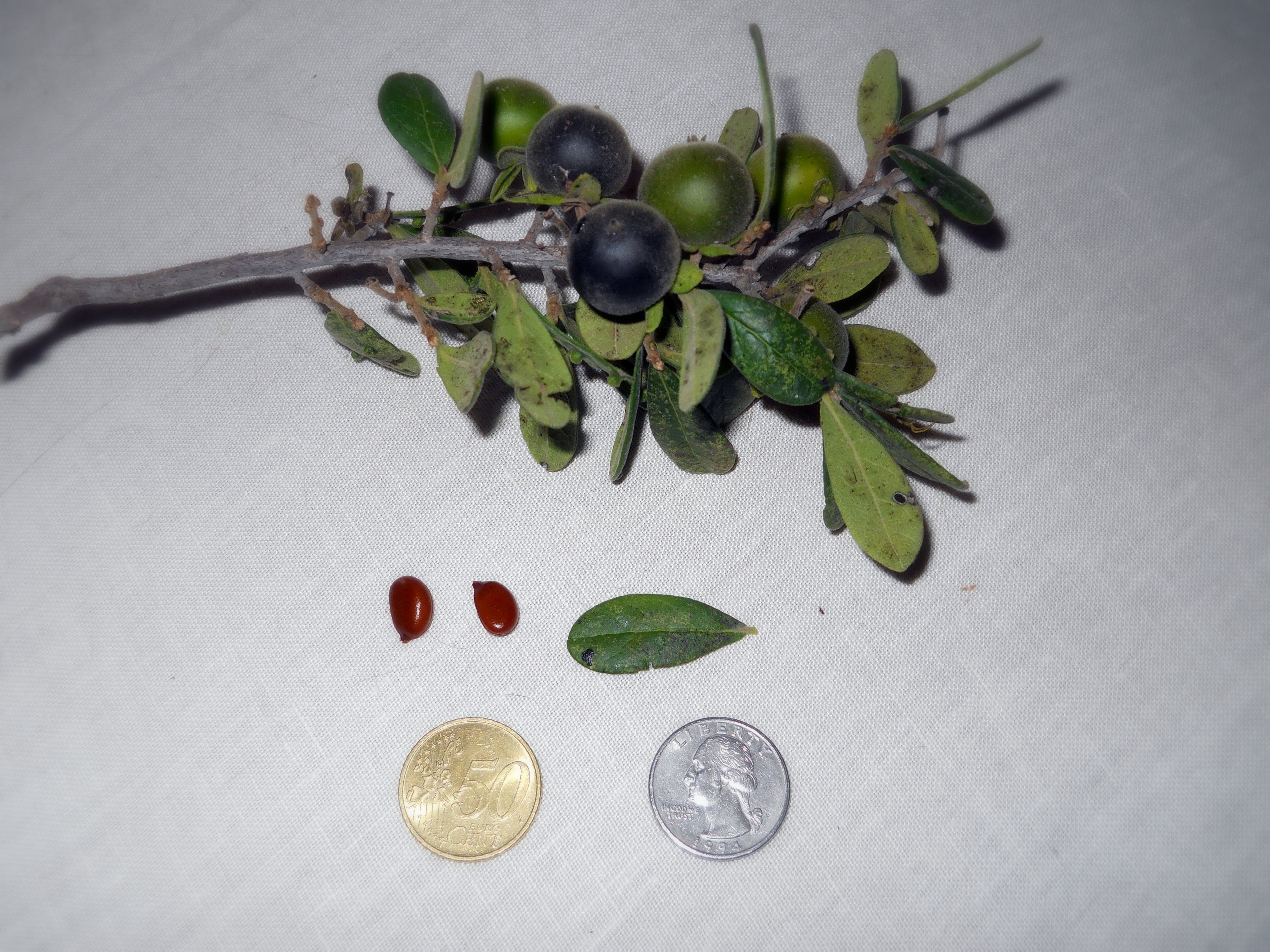
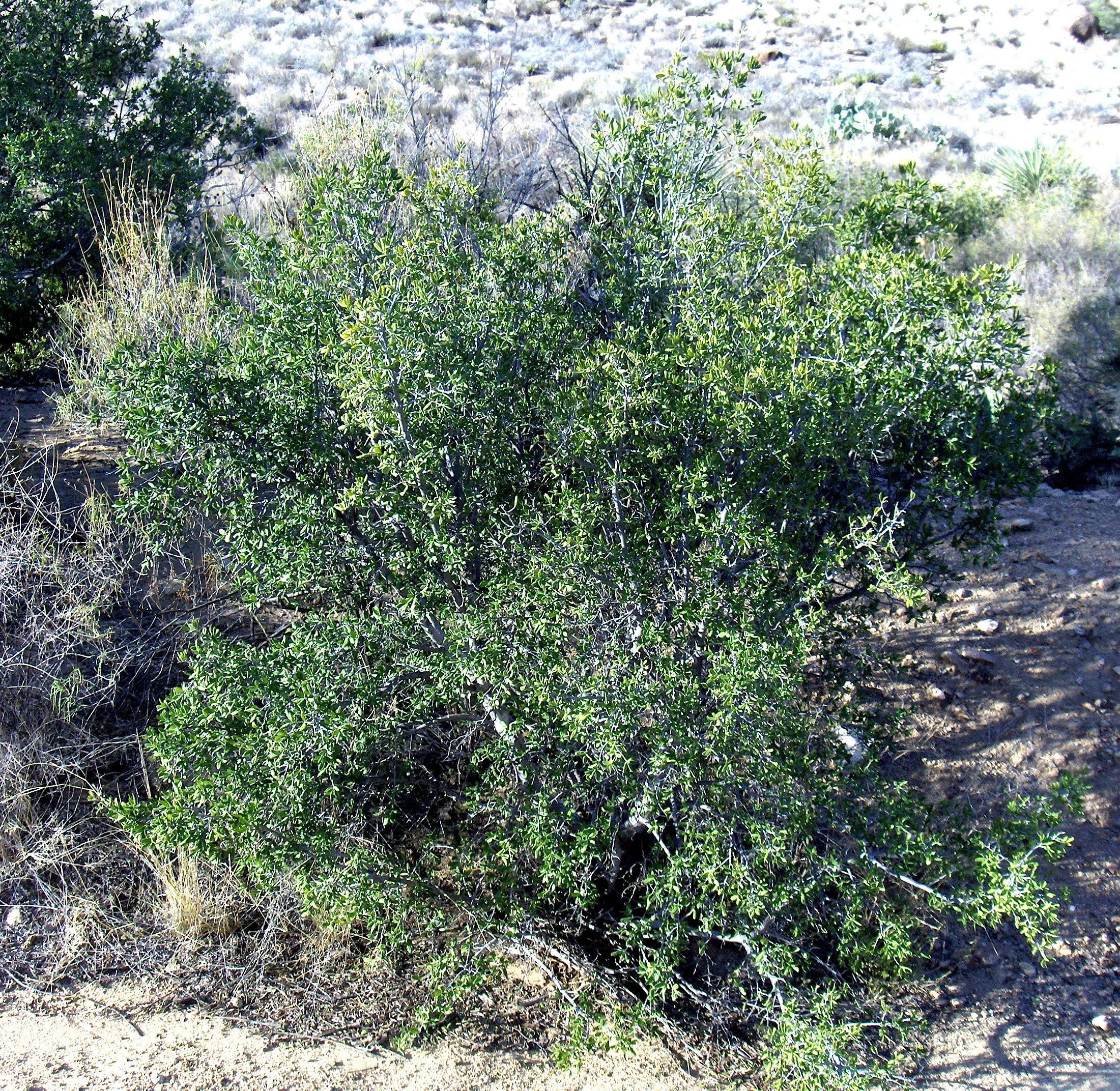